# Pbil m/26
Пансарбил м/26 (швед. Pansarbil m/26, pansarbil — бронеавтомобиль), сокращённо — Пбил м/26 (швед. Pbil m/26) — шведский бронеавтомобиль. Разработан компанией «Тидахольмс Брук» (швед. Tidaholms Bruk) в 1925 году на шасси своего грузового автомобиля.